# Działania pośrednie walki
Działania pośrednie – zorganizowane, autonomiczne, przejściowe działania uzupełniające, które łączą podstawowe rodzaje działań, zapewniają elastyczność i płynność walki na lądzie oraz pozwalają utrzymać je we właściwym tempie.
Działania te zapewniają elastyczność i płynność walki oraz pozwalają utrzymać ją we właściwym tempie. Celem etapów pośrednich jest zapewnienie ciągłości działań prowadzących do ponownego kontaktu z przeciwnikiem, uniknięcia decydującego starcia oraz stworzenia warunków do osiągnięcia celu walki.

## Działania pośrednie a etapy pośrednie
Prekursorem tej kategorii pojęciowej był Liddell-Hart. Zdefiniował on etapy pośrednie jako wszelkiego rodzaju skryte zabiegi wojenne, poczynając od różnych form manewru, poprzez nieoczekiwany dla przeciwnika wybór kierunku głównego uderzenia (wysiłku), uzyskanie zaskoczenia w wyborze czasu i miejsca uderzenia, nagłe zastosowanie nieznanych środków i sposobów walki, a kończąc na szerokim stosowaniu dezinformacji i maskowania rzeczywistych działań celem wprowadzenia przeciwnika w błąd.

Działania pośrednie według niego to szeroko rozumiana inicjatywa, zdolności do wypracowania takiej sytuacji w czasie walki, aby przeciwnika sprowokować do określonego działania oraz aby zdobyć przewagę niematerialną lub lokalną. Miały one bowiem służyć przejęciu bądź utrzymaniu inicjatywy na polu walki. W tym ujęciu podmiot „działania” oddaje w sposób precyzyjny ich istotę polegającą na stworzeniu sprzyjających warunków do rozstrzygnięć przez oddziaływanie bezpośrednie. Jednocześnie nie należy mylić sposobów uzyskania przewagi niematerialnej z etapami pośrednimi prowadzącymi do zasadniczych rozstrzygnięć.

Zatem pojęcie „działania pośrednie” nie jest tożsame z pojęciem  „etapy pośrednie”. Te ostatnie tworzą warunki do decydującego manewru dla osiągnięcia celu w podstawowych rodzajach działań, skupiając uwagę na formach, w jakich się materializują działania pośrednie na polu walki.
Podejście do istoty działań pośrednich można jednak uznać za zbliżone, czyli tworzenie warunków do prowadzenia zasadniczych rodzajów działań, uzyskanie przewagi nad przeciwnikiem, wypełnienie luk między poszczególnymi etapami walki, co zapewni jej ciągłość. Wszystkie aktywne formy prowadzenia walki będą sprzęgnięte etapami łączącymi je w jedną całość niezbędną dla zachowania ciągłość działań, ich trwałości oraz określonej struktury.

## Etapy pośrednie
Etapami pośrednimi (transitional phases) są:
- marsz zbliżania (Advance to Contact)

ma na celu ustanowienie lub przywrócenie kontaktu z siłami przeciwnika w najbardziej sprzyjających warunkach dla sił głównych. Wymagane będzie szczegółowe rozpoznanie. Elementy ubezpieczenia bojowego przeciwnika muszą zostać zniszczone lub zneutralizowane. Wykonywany podczas przygotowania do dalszych operacji i jest zakończony z chwilą, kiedy siły główne są rozmieszczone zgodnie z decyzją dowódcy.
- bój spotkaniowy
- działania na połączenie (Link-up Operations)

wojska mają za zadanie połączenie się w celu wspólnych działań na terytorium przeciwnika. Celem jest nawiązanie kontaktu pomiędzy dwoma lub więcej oddziałami wojsk własnych, które mogą mieć identyczne lub odmienne zadania do wykonania. W działaniach tych konieczne może okazać się zniszczenie sił przeciwnika znajdujących się pomiędzy własnymi oddziałami; połączenie następuje zazwyczaj z: 
oddziałami okrążonymi lub odciętymi
z siłami dostarczanymi drogą powietrzną lub siłami przenikającymi
między dwoma oddziałami prowadzącymi natarcie zbieżne
- wycofanie
- luzowanie

Ich celem jest zapewnienie ciągłości działań poprzez łączenie kolejnych faz prowadzenia walki, unikanie decydującego starcia z nim oraz stworzenia warunków do osiągnięcia zamierzonego celu. Istotą zaś jest łączenie kolejnych części walki, aby poprzez działania rozstrzygające mogło być osiągnięte zwycięstwo.